# Efecto auditivo por microondas

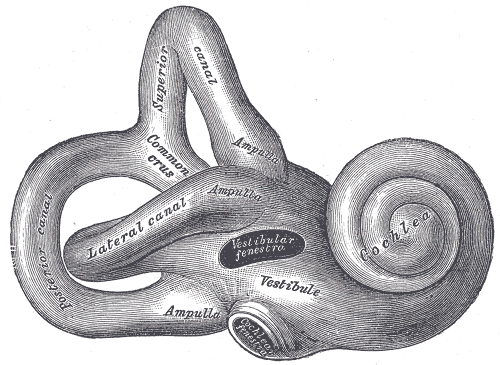
sistema coclear

El efecto auditivo por microondas, también conocido como efecto de audición de microondas o efecto Frey, consta de clics inducidos por frecuencias de microondas pulsadas/moduladas. Los clics se generan directamente dentro de la cabeza humana sin necesidad de ningún dispositivo electrónico receptor. El efecto fue reportado primero por las personas que trabajan en las proximidades de transpondedores de radar durante la Segunda Guerra Mundial. Estos sonidos inducidos no son audibles para otras personas cercanas. Más tarde se descubrió el efecto auditivo de microondas a ser inducibles con porciones de menor longitud de onda del espectro electromagnético. Durante la guerra fría, el neurocientífico americano Allan H. Frey estudió este fenómeno y fue el primero en publicar información sobre la naturaleza de los efectos auditivos por microondas.

## Historia
Dr. Don R. Justesen había publicado "Microondas y comportamiento" en The American Psychologist (volumen 30, marzo de 1975, número 3).
La investigación de la NASA al respecto, en la década de 1970[cita requerida] mostró que este efecto se produce como resultado de la expansión térmica de las partes del oído humano alrededor de la cóclea, incluso en la densidad de energía baja. Más tarde, se encontró que la señal modulada podía producir sonidos o palabras que parecían de origen intracranial. Esto fue estudiado para su posible uso en comunicaciones. Los Estados Unidos y la URSS estudiaron su uso en armas no letales.[cita requerida]
Los pulsos de microondas pueden ser escuchados por algunos trabajadores; el personal irradiado percibe sensaciones auditivas de clic o de zumbido. La causa se cree que es la expansión térmica de porciones del aparato auditivo. La respuesta del sistema auditivo se produce al menos desde 200 MHz a por lo menos 3 GHz. En las pruebas, la frecuencia de repetición fue de 50 Hz, con anchura de pulso entre 10–70 microsegundos. El volumen percibido se encontró relacionado con la densidad de potencia de pico en lugar de la densidad de potencia media. En 1.245 GHz, la densidad de potencia de pico de percepción estuvo por debajo de 80 mW/cm². El mecanismo generalmente aceptado es el calentamiento rápido (pero minúsculo, en el rango de 10−5°C) del cerebro por cada pulso y la onda de presión resultante viaja a través del cráneo a la cóclea.

### Voice to skull
La existencia de armas no letales que aprovechan el efecto auditivo por microondas parece haber sido clasificada secreta NOFORN en los Estados Unidos desde (a más tardar) 1998, hasta la desclasificación del 6 de diciembre de 2006 de los "Repetidores de la selección de armas no letales" en respuesta a una solicitud de FOIA. La aplicación de la tecnología de audiención de microondas podría facilitar la transmisión de una mensaje privado. Citando la fuente anterior, "La audiencia de microondas puede ser útil al proporcionar una condición perjudicial para la persona no consciente de la tecnología. No sólo podría ser perjudicial para el sentido del oído, podría ser psicológicamente devastador si uno de repente escucha "voces dentro de la cabeza/Voice to skull".
La tecnología ganó aún más la atención del público cuando una compañía anunció a principios de 2008 que estuvieron cerca de fildear un dispositivo llamado MEDUSA (Mob Excess Deterrent Using Silent Audio) basado en tal principio.
La electrorrecepción también se ha estudiado en el mundo animal. Ritz et al., en Biophysical Journal, la hipótesis de que la transducción geomagnética del campo terrestre, es responsable de los sistemas de magnetorrecepción de las aves. Específicamente, proponen que esta transducción pueda tomar lugar en una clase de fotorreceptores criptocromos.
Después de la définition del efecto Frey/audición por microondas de Allan Frey en 1962, también existe la patente de Drunkan (patente estadounidense n.º 4877027) titulada sistema auditivo, que permite escuchar el habla por microondas. La patente de Stocklin (patente estadounidense n.º 4858612) o la patente Malech (patente estadounidense n.º 3951134) implican la manipulación remota de la huella del electroencefalograma, una huella neuronal única.
En 1974, Dr. Joseph C. Sharp y Mark Grove han probado con suceso el voice to skull en el Walter Reed Army Institute of Research.

## Investigación primaria de la guerra fría en los Estados Unidos.
El primer estadounidense en publicar sobre el efecto de la audiencia de microondas fue Allan H. Frey, en 1961. En sus experimentos, se descubrió que los sujetos podían escuchar la radiación de microondas adecuadamente pulsada, a una distancia de 100 metros desde el transmisor. Esto fue acompañado por efectos secundarios como mareos, dolores de cabeza, y una sensación de hormigueo.
Sharp y Grove desarrollaron tecnologías de transmisión no receptiva inalámbrica de voz, de la Advanced Research Projects Agency en el Instituto de investigación Walter Reed del ejército americano, en 1973. En el mencionado diario del psicólogo, Dr. Don Justesen informa que Sharp y Grove eran capaces de oír fácilmente, identificar y distinguir los números monosílabos de los dígitos entre 1 y 10. Justesen escribe, "los sonidos oídos no fueron diferentes a los emitidos por personas con laringes artificiales. La comunicación de palabras y de frases más complejas no fue intentada porque las densidades promediadas de energía necesaria para transmitir los mensajes más largos se dirigiría al límite actual [todavía] de 10 mW/cm² de exposición segura." (D.R. Justesen. "Microwaves and Behavior", Am Psychologist, 392(Mar): 391–401, 1975.)

## Aplicaciones pacíficas
Una patente de 1998 describe cierto dispositivo que puede ahuyentar a las aves de las turbinas de viento, aviones y otras instalaciones sensibles, a través de pulsos de energía de microondas. Usando frecuencias de 1 GHz a aproximadamente 40 GHz. El sistema de alerta genera pulsos de duración de milisegundos, que se presume puedan ser detectados por los sistemas auditivos de las aves. Se cree que esto puede causar que ellas esquiven el objeto protegido.